# Mélissa Le Nevé
Mélissa Le Nevé (* 8. Juli 1989 in Lyon) ist eine französische Sportkletterin. Sie ist für mehrere erste Frauenbegehungen bekannt, unter anderem für die Begehung der Route Action Directe.

## Karriere
Le Nevé begann im Alter von 15 Jahren in Bordeaux zu klettern. Sie trat in der Kategorie Bouldern an. Im Jahr 2008 nahm sie an ihrem ersten Weltcup teil, wo sie Sechzehnte wurde. 2011 wurde sie Vierte und 2016 Dritte im Gesamtweltcup. 2016 zog sie sich vom Wettkampfklettern zurück.
2014 gelang ihr die erste Frauenbegehung der Route Wallstreet, die mit 8c bewertet ist. Es handelt sich dabei um die weltweit erste 8c-Route. 2015 kletterte Le Nevé als erste Frau die "Big Five" in Fontainebleau, fünf klassische Boulderprobleme im Schwierigkeitsgrad zwischen 7C und 8A. 2017 gelang ihr mit Mécanique élémentaire als erste Frau die Begehung eines Boulders im Schwierigkeitsgrad 8B+ in Fontainebleau. 2020 gelang ihr als erste Frau die Begehung der Route Action Directe (9a) im Frankenjura.